# Pigment Violet 3:4
Pigment Violet 3:4 (C.I. 42535:6) ist ein organisches Pigment aus der Gruppe der Triphenylmethanpigmente, die sich durch die Kombination der Kationen von Triphenylmethanfarbstoffen mit komplexen anorganischen Anionen von Heteropolysäuren ableiten. Es handelt sich konkret um einen UVCB-Stoff, der sich in variablem Mengenverhältnis aus den Kationen von Basic Violet 1, Basic Violet 3, sowie einer weiter N-demethylierten Variante des Basic Violet 1, dem N,N-Dimethyl-N′-methyl-N′′-methylpararosanilin, jeweils mit Molybdatophosphat als Gegenion, zusammensetzt.
Pigment Violet 3:4 kann als Nanopigment vorliegen.